# S0-102
S0-102 oder S55 ist ein Stern im Galaktischen Zentrum. Er befindet sich in einer Umlaufbahn um die Radioquelle Sagittarius A* und umläuft diese einmal in 11,5 ± 0,3 Jahren. Damit unterbietet er den bisherigen Rekordhalter S0-2 um 5 Jahre. Auf seiner Umlaufbahn nähert er sich dem Mittelpunkt der Milchstraße auf 39 Milliarden Kilometer (260 AE, bzw. 36 Lichtstunden) an und erreicht dabei ca. 1 % der Lichtgeschwindigkeit.
Die Beobachtung von S0-102 erfolgte über mehr als einen Umlaufzyklus von 1995 bis 2012 am Keck-Observatorium mit Hilfe von adaptiver Optik und Speckle-Interferometrie. Da er 16-mal lichtschwächer ist als der (ohnehin schwer zu beobachtende) Stern S0-2, konnte man ihn erst spät vom Infrarothintergrund unterscheiden. Er war nach S0-2 der zweite Stern, dessen Orbit um das supermassereiche Schwarze Loch Sagittarius A* sehr genau vermessen werden konnte.